# جيلوجيا سلطنة عمان
تحظى الطبيعة العُمانية بتنوع جيولوجي يجعل منها قِبلة سياحية ملهمة بما تتمتع بها من تباين واختلاف في التضاريس والمناخات وعوامل الطبيعة التي نحتت منها لوحات بيئية في غاية الإبداع والثراء وهذا ما جعل معالمها متنفسا رائعا لعشاق الطبيعة البكر ومراقبي التحولات الجيولوجية في العالم .

## المرشد الآلي
أولت وزارة السياحة اهتماما بتنشيط وإثراء الجانب الجيولوجي بتنفيذ مشروع المرشد الآلى للمسارات الجيولوجية بمحافظة مسقط الذي يستهدف أهم 30 موقعا جيولوجيا في محافظة مسقط وقال داؤد بن سليمان الراشدي المدير المساعد لتطوير المنتج السياحي بالمديرية العامة للتنمية السياحية نظرا لتطلعات الوزارة في وضع جل اهتمامها حول تنمية المنتج السياحي واستدامته والارتقاء بخدماته بعد التوظيف الأمثل لمعطياته المتنوعة والمتباينة كان له الأثر الكبير في انفراد السلطنة عن غيرها من الأقاليم في التنوع الإحيائي والفطري بما يكفل استدامة المنتج السياحي بكافة أنواعه.
وضح أن الوزارة ارتأت تنفيذ مشروع المرشد الآلي للمسارات الجيولوجية بمحافظة مسقط بهدف رفع مستوى التثقيف البيئي والسياحي للشرائح السياحية المختلفة بالإضافة إلى التعريف بالمسارات الجيولوجية لمحافظة مسقط مضيفا أن المرشد الآلي سيوفر للسائح تجربة استكشافية ممتعة ومفيدة من خلال تتبع بعض ظواهر التراث الجيولوجي والتشكيلات الصخرية وغيرها من الظواهر الطبيعية المتنوعة التي تكونت عبر الحقب الزمنية المختلفة.
وقال الراشدي إن المشروع يتكون من تطبيق إلكتروني يقوم بتوفير المعلومات العلمية المهمة لأي ملمح أو منظر جيولوجي أو سياحي أو بيئي أو ثقافي بأربع لغات رئيسية، كما تم ربط التطبيق بموقع الوزارة الإلكتروني تحت مسمى تراث مسقط الجيولوجي ويتضمن المشروع خرائط توضيحية ولوحات إرشادية مثبتة بكل موقع باللغتين العربية والإنجليزية، مشيرا إلى أن هذه المواقع يزورها الكثير من المهتمين والباحثين، وطلبة الجامعات للتعرف على المواقع الجيولوجية التي تشكلت منذ آلاف السنين، وتعتبر السلطنة أحد الحقول الجيولوجية بالعالم نظرا لما تتمتع به من تكوينات جيولوجية تشكلت عبر حقب مختلفة من الزمن.

### الجيلوجيا في سلطنة عمان
الحقيقة أن مفردة جيولوجيا تتكون من مقطعين يونانيين “جيو Geo” وتعني الأرض، و”لوجيا Logos” تعني عِلم، فكلمة جيولوجيا (علمُ الأرض) Geology أحد العلوم الطبيعية المختصّة بالأرض ونشأتها وتاريخها، وما عليها أو في باطنها من معادنَ وصخور، ومياهٍ ونفط.
ويضمُّ علم الجيولوجيا أربعَ فروع هي:
علم البِلَّورات Crystallography، وتختص بالقشرة الأرضية.
وعلم المعادن Mineralogy.
وعلم الصخور Petrology.
وعلم الجيوكيمياء Geochemistry.
لكل فرع من هذه الفروع الأربعة تتناسل منها فروع متعددة أخرى تدرس العديد من الجزيئات والتفاصيل الجيولوجية.
تذكر لنا النصوص التي تعود الى زمن الملك سرجون الأكدي (2340-2284ق.م) تؤكد أن مجان تصدر أحجار الدايورايت إلى مملكة أكد التي خلدت ذكرها وذكر ملوكها على مسلات الديورايت، كما استوردت النحاس من عمان دلّت مجموعة الآثار على أن تاريخ صناعة النحاس تعود إلى 5000 ق.م.
كتب ويلفريد ثيسيجر الملقب بـ”مبارك بن لندن” في مقدمة كتابه الرمال العربية: أنه “في إمكان هذه الطبيعة القاسية أن تسحر المرء بصورة لا يستطيع أي طقس معتدل أن يضاهيها”، ففي عام 1928م نشر جورج ليز (less) بحثًا عن “جيولوجية وتكتونية عمان وأجزاء من جنوب شبه الجزيرة العربية”، واستفاد كين جليني (Glennie) عام 1974م من هذه الدراسة وعمل على تأسيس بحث علمي ضخم مدعم بالدلائل لـ”جيولوجية عمان”، تبعه بعد مدة زمنية كتاب مهم بعنوان: الدليل الميداني إلى جيولوجية عمان(Field Guide to the geology of Oman) قامت الجمعية العمانية التاريخية بنشره، للدكتور سمير حنا الاستاذ المشارك بقسم علوم الأرض بكلية العلوم – جامعة السلطان قابوس_، تحدث الكتاب عن “أن جبال عمان تحتوي أفضل قطاع صخري منكشف وبارز في العالم لصخور الأوفيوليت”، ويواصل القول، بأن” الزائر العابر لعمان لابد وأن يذهل بجبال عمان والتي تشبه إلى حد كبير المناظر الطبيعية التي لا ترى عادة إلا في أفلام الخيال العلمي (Science Fiction Films) “، فـ”هناك نماذج لجبال الألب المقببة ذات الذرى الشاهقة، وهناك أيضا المناظر الطبيعية الجبلية التي تشبه تلك الموجودة على سطح القمر”، وأن “الرواسب الثلجية القديمة المكتشفة في المنطقة الداخلية تثبت على أن عمان كانت قبل حوالي 900 مليون سنة تقع على خط عرض قريب من القطب الجنوبي، واليوم وعلى قمة جبل شمس (أعل قمة في السلطنة) يمكن مشاهدة مستحدثات ومتحجرات بحرية كانت يوما ما تعيش في المياه الضحلة للمحيط الاستوائي”. وفي عام 1982م كتب الدكتور حنا مقالًا بعنوان: “ديناصورات عُمان، نشرته مجلة (Tribute to Oman)، حين اكتشف المؤلف برفقة بريان كليسولد في بداخل صخور سائبة في وادي الخوض عظاما متحجرة أرسلت إلى متحف التاريخ الطبيعي بلندن حيث كانت مفاجأة للمختصين حين أوضحت التحاليل أن تلك العظام عبارة عن بقايا متحجرات لسلاحف وتماسيح ما قبل التاريخ والتي عاشت قديما في منطقة الخوض.. وفي عام 1987م تم اكتشاف عظم ديناصور يرجع تاريخه الى حوالي 65 مليون سنة”، وتم تقسيم البيئة الجيولوجية إلى ثلاثة أقسام في كتاب حنا:
ـ الجمال الجيولوجي: وادي الخوض- وادي الأبيض – جبل يتي- رمال الشرقية – أم السميم – بر الحكمان – رمال محوت- رأس مدركة – الربع الخالي – شاطئ المغسيل.
ـ العجائب الجيولوجية: وادي الجزي – جبال صور الحمراء – صخور الصوان في صور – جبال وادي سبت – وادي سبت – رأس الرويس – صخور محوت – قارة الكبريت – حديقة الصخور بالدقم – صخور حدبين.
ـ الجيولوجيا المهيبة: جبال مسندم – هوية نجم – وادي مستل – وادي بني عوف – وادي السحتن – جبل مشط – أخدود عمان العظيم – وادي المعيدن – رأس الجنز – رأس مركز.